# 金壁東
金 壁東（きん へきとう）（1896年11月5日〈光緒22年10月1日〉 - 1941年〈康徳8年〉1月31日）は、中華民国・満洲国の政治家・軍人。清朝皇族、粛親王善耆（シャンキ）の第七子。母は第一側妃チェンギャ氏（程佳氏）。夫人は武毅謀勇公徳寿（デシェウ）の娘ウヤ氏（烏雅氏）。川島芳子の異母兄。 本名：愛新覚羅憲奎。別名：金壁東。

## 事績
14歳で陸軍貴冑学堂に入学し、19歳で旅順中学に入学した。1915年（民国4年）、父の名代としてモンゴルに入り、翌年の第二次満蒙独立運動に参加している。運動失敗後の1917年（民国6年）に日本へ留学して東京振武学校で学び、川島浪速にも師事した。1921年（民国10年）に帰国している。
1924年（民国13年）の北京政変（首都革命）に際しては、馮玉祥と直談判して清室財産没収を何とか免れたとされ、またこの頃より「金壁東」を称したという。あわせて王公遺産整理弁公処を設立したが、張学良の易幟に伴い解散させられた。その後、北平で満蒙維持会を組織し、その会長を務めている。1930年（民国19年）1月、旅順に移り、翌年には大連で貿易会社の金東公司を設立した。
1931年（民国20年）9月の満洲事変勃発に際しては、皇族出身の吉林軍閥煕洽と関東軍との連絡役となり、吉長鉄路局長兼吉敦鉄路局長、長春市政籌備処処長を務めた。10月、東北交通委員会副委員長に任命される。1932年（大同元年）3月の満洲国建国に際し、執政府内務処内務官・籌備弁事処督弁、吉林鉄道守備隊中将司令官などに任命された。1933年（大同2年）4月、新京特別市公署市長に任ぜられ、1935年（康徳2年）5月、竜江省長に転じた。
1937年（康徳4年）7月1日付で退官し、以後宮内府顧問官、満洲映画協会理事長を歴任した。1939年（康徳6年）10月、病気静養中のところ満洲映画協会理事長職につき辞表を提出、後任に甘粕正彦が就いた。1941年（康徳8年）1月31日、仮寓していた北京特別市にて病没。享年46（満44歳）。

### 住居
大連星が浦に屋敷を構える。金壁東の屋敷は後に星海賓館のレストランとして使用され、ホテル側の説明には誤って恭親王府と記されていたが、現在はホテルとレストランは営業を停止している。（なお、近所に恭親王溥偉の屋敷があったが既に取り壊されて存在しない）。

## 注
1. 1 2  『愛新覚羅宗譜』甲四冊より。なお『大満洲帝国名鑑』は1894年10月29日（清光緒20年10月1日）生まれとしている。同様に「金璧東氏〔ﾏﾏ〕 粛親王の第二子」『朝日新聞』昭和16年（1941年）2月2日及び「金璧東氏〔ﾏﾏ〕」『読売新聞』昭和16年（1941年）2月2日では「享年四十八」と報じており、岡戸編（1934）、588頁でも「光緒二十年」生まれと記述している。徐主編（2007）、885頁は「1897年（清光緒23年）」とする。
2. ↑  徐主編（2007）、885頁は「吉林通化」の人としている。
3. ↑  『愛新覚羅宗譜』甲四冊。
4. ↑  「金璧東」と誤記されることもあるが、東方の防塁となる意でつけた字であるため壁東が正しい。
5. ↑  岡戸編（1934）、588頁。
6. ↑  岡戸編（1934）、588-589頁。
7. 1 2  徐主編（2007）、885頁。
8. ↑  「満洲国退官者」『東京朝日新聞』昭和12年（1937年）7月1日夕刊。
9. ↑  「満洲映画協会理事長」『東京朝日新聞』昭和14年（1939年）10月24日。